# Quinto Marcio Re (console 118 a.C.)
Quinto Marcio Re (in latino Quintus Marcius Rex; fl. II secolo a.C.) è stato un politico romano del II secolo a.C. appartenente alla Gens Marcia.

## Biografia
Figlio del Quinto Marcio Re, pretore nel 144 a.C., cui si deve la costruzione dell'acquedotto dell'Acqua Marcia. Divenne console nel 118 a.C. insieme a Marco Porcio Catone. Durante il suo mandato guidò le legioni romane nella Gallia Cisalpina, in una spedizione contro gli Stoni (o Stoeni), una tribù di ceppo ligure stanziata nel Trentino ai piedi delle Alpi. La vittoria conseguita venne celebrata nel 117 a.C. con un trionfo menzionato nei Fasti triumphales. Nel 118 a.C. venne inoltre fondata la colonia di Narbo Martius, l'odierna Narbonne, che secondo alcuni deve appunto il suo nome al console in carica in quell'anno, e che diverrà la capitale della provincia romana della Gallia Narbonense.